# (2470) Agematsu
Agematsu és l'asteroide número 2470. Va ser descobert pels astrònoms H. Kosai i K. Hurukawa des de l'observatori de Kiso Station, el 22 d'octubre de 1976. La seva designació provisional era 1976 UW15.